# Comuna de Gryfice
Gryfice (polaco: Gmina Gryfice) é uma gminy (comuna) na Polónia, na voivodia de Pomerânia Ocidental e no condado de Gryficki.
De acordo com os censos de 2006, a comuna tem 23.555 habitantes, com uma densidade 90 hab/km².

## Área
Estende-se por uma área de 261,63 km².

## Demografia
Dados de 30 de Junho 2004:
|                      | Total   | Total | Mulheres | Mulheres | Homens  | Homens |
| -------------------- | ------- | ----- | -------- | -------- | ------- | ------ |
|                      | pessoas | %     | pessoas  | %        | pessoas | %      |
| População            | 23 645  | 100   | 12 200   | 51,6     | 11 445  | 48,4   |
| Densidade (pop./km²) | 90,4    | 100   | 46,6     | 46,6     | 43,7    | 43,7   |

O rendimento médio per capita ascendia a 1667,12 zł.